# Font-de-Gaume
Font de Gaume (Font-de-Gaume en francès) és una cova amb mostres d'art paleolític que es troba al municipi occità de Las Eisiás de Taiac (nom oficial d'Eyzies-de-Tayac), a la Dordonya.
Va ser descoberta el 12 de setembre del 1901 per Denis Peyrony, Henri Breuil i Louis Capitan, només quatre dies després de la descoberta de la cova de Combarelles.
Els materials elaborats pels humans primitius en pedra (indústria lítica) pertanyen essencialment a les cultures del xatelperronià i a l'aurinyacià, i més rarament al mosterià, al solutrià i al magdalenià.
La cova presenta la forma d'un passadís de 125 metres de llarg relativament estret. Les primeres pintures es troben a uns seixanta metres de l'entrada, on hi ha escassa circulació d'aire, cosa que n'ha permès la conservació, ja que altres pintures dins del passadís han desaparegut per l'acció de l'aire.
En total, hi ha uns 200 gravats i pintures que, en alguns casos, presenten policromia. Es tracta de signes geomètrics d'animals, en concret urs (Bos primigenius), bisons, mamuts, cavalls, rens i també lleons. Les figures antropomòrfiques que apareixen són siluetes i, possiblement, vulves.
En no haver una datació absoluta, aquestes obres d'art parietal són assignades a l'art magdalenià sota la base de comparacions estilístiques.
Des del 1979, aquestes coves estan inscrites com a Patrimoni de la Humanitat per la UNESCO, junt amb altres de la vall de la Vézère.
La cova de la Font de Gaume és oberta al públic.